# David Sweetman
David Sweetman (16 mars 1943 - 7 avril 2002) est un homme de lettres britannique (poète, biographe d'artiste, critique littéraire et rédacteur de livres de cuisine). Il est également réalisateur de documentaires pour la BBC et animateur de radio. Ami de Brian Ferry et de Franco Zeffirelli, il meurt prématurément d'une atrophie multisystématisée.

## Biographie
Né dans le Northumberland, David Sweetman perd très tôt son père, soldat dans l'armée des Indes et est élevé par son oncle qui l'adopte. Il grandit comme enfant unique et solitaire ce qui lui aurait permis, selon lui de développer sa créativité. Il ne découvre son adoption qu'à l'âge de 10 ans, ce qui lui cause un choc. Ceci l'aurait conduit à une vie de débauche et à une consommation excessive d'alcool. Puis, se rebellant contre son oncle, il refuse d'étudier le droit pour se tourner vers les beaux-arts et il entre en 1960 à l'université de Durham, où il se lie d'amitié avec le compositeur Brian Ferry.
Prenant conscience qu'il ne pourrait pas vivre de son art, il décide de se lancer dans l'enseignement. Il prend le bateau pour Kampala, et étudie de 1965 à 1966, à l'Université Makerere pour devenir professeur, métier qu'il exerce jusqu'en 1969, en Tanzanie. En parallèle, il se lance dans l'écriture de romans d'aventure pour la jeunesse. À partir de 1970, il retourne en Angleterre et poursuit sa carrière d'enseignant dans le Borough londonien de Hackney, au Hackney College situé à Hoxton, avant de retourner en Afrique (d'abord en Tunisie puis à Madagascar) jusqu'en 1976. Selon ses propres termes, il a eu durant cette période « la vie belle ».
En 1976, il noue une relation avec Vatcharin Bhumichitr, alors étudiant au London College of Printing, et qui deviendra par la suite un restaurateur renommé. Ils resteront ensembles plus de 25 ans, partageant la passion de la cuisine Thaï, qu'ils vont contribuer à populariser en Angleterre en écrivant des livres de cuisine et en ouvrant un restaurant à Soho,.
Au début des années 1980, David Sweetman travaille pour la BBC, à la radio comme animateur puis à la BBC comme producteur, tout en continuant d'écrire. Il publie en 1981 un recueil des poèmes parus précédemment dans la presse écrite et profite des budgets alloués par la télévision anglaise pour produire des documentaires sur Mary Renault, Anton Dolin, Norman Mailer et finalement Zeffirelli. Il sympathise avec ce dernier, collabore à deux de ses films et finit lui prêter sa plume pour rédiger sa biographie en 1986. C'est à la suite de cette collaboration que Franco Zeffirelli persuade David Sweetman d'abandonner la BBC pour se consacrer à l'écriture.
Dès lors, David Sweetman va publier plusieurs biographies d'artistes célèbres dont une biographie de Gauguin où est mise en avant de la vie sexuelle et romantique du peintre, ce qui lui vaudra plusieurs articles dans la presse anglo-saxonne,,,. Il se rend également plusieurs fois en Thaïlande, avec son compagnon, pays où il est engagé dans des actions philanthropiques. En 1999, il tombe malade et on lui diagnostique une atrophie multisystématisée qui l'emporte en 2002.

### Son œuvre et sa réception
Ses années passées Afrique lui ont inspiré l'ouvrage Women Leaders In African History, qui reste jusqu'à son décès, un ouvrage de référence sur le sujet, puis The Tribal Fever en 1996, et c'est dans le service consacré à l'Afrique de la BBC qu'il débute comme réalisateur de documentaires indépendant pour la BBC World Service dans les années 1970.
Selon le dictionnaire des termes littéraires d'Oxford, l'oeuvre poétique de David Sweetman est apparentée au Martianisme (en), un style lancé en 1979 par Craig Raine (en) avec son poème A Martian Sends a Postcard Home. Proche du surréalisme, ce style se caractérise par le fait de décrire de façon déroutante des objets du quotidien, comme si un martien décrivait ce qu'il voyait sur Terre à ses congénères resté sur leur planète.

## Publications

### Traduites en Français
- Les vies de Gauguin (trad. Jean Autret), Paris, Belfond, 1995 (ISBN 978-2-714-43307-7)
- Une Vie de Vincent van Gogh (trad. Jean Autret), Presses de la Renaissance, 1990 (ISBN 978-2-85616-548-5)
- Noirs désirs (trad. Thierry Merignac), France loisirs, 1999 (ISBN 978-2-7441-2573-7)

### Autres Publications
- (en) David Sweetman (auteur), Looking into the deep end (recueil de poèmes), Londres, Faber and Faber, coll. « Faber paperbacks », 1981, 47 p. (ISBN 978-0-571-11730-7)
- David Sweetman, Bishop Crowther, Longman, coll. « Makers of African history », 1981 (ISBN 978-0-582-60378-3)
- (en) Women leaders in African history (biographie de femmes africaines), Oxford ; Exeter, N.H., USA : Heinemann, 1984 (ISBN 978-0-435-94480-3, lire en ligne)
- (en) Skyjack Over Africa (Roman d'aventure- littérature jeunesse), Pearson Education Limited, 1995 (1re éd. vers 1970), 32 p. (ISBN 978-0-582-22346-2, présentation en ligne)
- (en) Toulouse-Lautrec and the Fin de siècle, Hodder & Stoughton, 1999 (ISBN 978-0-340-60748-0)